# Bolivianische Literatur
Die bolivianische Literatur ist die Literatur Boliviens in spanischer Sprache und ein Bestandteil der hispanoamerikanischen Literatur. Sie gehört zu den weniger umfangreichen und in Europa weniger bekannten Literaturen Lateinamerikas, da sie sich aufgrund der tumultuarischen politischen Geschichte Boliviens nicht so ungestört entwickeln konnte wie die Literatur in einigen anderen lateinamerikanischen Ländern. Die indigenen Völker, vor allem die Quechua und Aymara, machen mindestens 65 Prozent der Gesamtbevölkerung des Landes aus. Ihre Sprachen (neben Quechua und Aymara gibt es etwa 30 weitere) beeinflussten nicht nur die Umgangssprache, sondern auch die spanischsprachige Literatur. Doch blieb die Schicht des gebildeten Lesepublikums im ärmsten Land Lateinamerikas über lange Zeit extrem schmal. In den Jahren von 2006 bis 2014 wurden fast eine Million Menschen alphabetisiert, so dass hier eine neue Literatur im Entstehen begriffen ist. Während die Klassiker der bolivianischen Literatur vor  allem die Geschichte des Landes, der Indigenen und die sozialen Bewegungen thematisierten, reflektieren die jungen individualistischen Autoren des 21. Jahrhunderts häufiger Erlebnisse des eigenen Lebens und schreiben und dichten über ihre Emotionen.
Im Gegensatz zu Peru und Ecuador gibt es in Bolivien außer Bibelübersetzungen kaum Prosatexte in Quechua (siehe Quechua-Literatur) und sehr wenige in Aymara. Zu ihrer Verbreitung trägt jedoch neuerdings das Internet bei.

## Frühzeit, Romantik, Costumbrismo
Vor seiner Unabhängigkeit gehörte Bolivien, einst eine Provinz des Inkareichs, zum spanischen Vizekönigreich Peru und seit 1776 zum Vizekönigreich des Río de la Plata. Die kreolische Oligarchie orientierte sich im 18. Jahrhundert an der höfischen Kultur Spaniens. Die indigenen mündlich-literarischen Traditionen, die noch im 17. Jahrhundert dokumentiert wurden, gerieten in Vergessenheit. Doch fand das Quechua zum Teil Verwendung in zweisprachigen festlichen und liturgischen Gesängen, die auf der spanischen Form des Villancicos basierten. So inszenierte Roque Jacinto de Chavarría (1688–1719), Kirchenmusiker in Sucre, die Missionsgespräche der scheinheiligen Missionare mit den Indios in Form eines zweisprachigen Wechselgesangs.

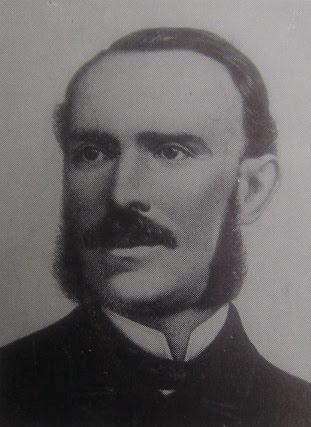
Nataniel Aguirre

Als Begründer einer bolivianischen Literatur nach der Unabhängigkeit kann der liberale Politiker, Historiker, Dichter und Dramatiker Nataniel Aguirre (1843–1888) gelten, der Themen aus der bolivianischen und peruanischen Geschichte behandelte und durch den Roman Juan de la Rosa (1885, engl. Ausgabe 1999), ein Hauptwerk der bolivianischen Romantik, bekannt wurde. Dieser Roman verbindet eine melodramatische Darstellung von Ereignissen des Unabhängigkeitskrieges aus der Sicht eines Kindes mit akribischer Quellenanalyse, sozialem Realismus und einer psychologisch schlüssigen Darstellung der Handlungen historischer Figuren. Er gilt nach dem Urteil des spanischen Literaturwissenschaftlers Marcelino Menéndez y Pelayo und auch heute noch als einer der besten lateinamerikanischen Romane des 19. Jahrhunderts. Ebenfalls der Generación de 1880, die sich gegen die feudale Oberschicht wendete und für eine neue Verfassung kämpfte, gehörte Adela Zamudio an, eine antiklerikale Dichterin, Lehrerin und Kämpferin für Frauenrechte aus Cochabamba mit aristokratischen Wurzeln. Sie verfasste von der Romantik beeinflusste, intellektuell anspruchsvolle Gedichte teils unter ihrem Künstlernamen Soledad, worin sich ihre geringe Bereitschaft zeigte, die geltenden sozialen Normen zu akzeptieren. Eingängige Landschaftsbeschreibungen und Expeditionsberichte aus dem Gran Chaco verfasste Daniel Campos (1829–1902). Allerdings verschlechterte sich im späten 19. Jahrhundert die Stellung der Indigenen unter dem Einfluss des sogenannten „republikanischen Sozialdarwinismus“; sie galten als nicht bildungsfähig und wurden in der Literatur der feudalen und liberalen Oberschicht weitgehend ignoriert, aber in der blutigen Revolution 1898/99 als Kanonenfutter von beiden Seiten, den Konservativen und den Liberalen, verheizt.
Als Bibliograph machte sich der Historiker Gabriel René Moreno (1834–1908), der lange in Chile lebte, um die Dokumentation bolivianischer Literatur verdient.

## Kreolismus und Indigenismus
Seit Beginn des 20. Jahrhunderts interessierten sich die Schriftsteller wieder stärker für die Besonderheiten ihres Landes, der Landschaft, der Bevölkerung (Kreolismus). Vom europäischen Symbolismus und nordischer Mythologie sowie vom Americanismo Rubén Daríos beeinflusst, verfasste der in Peru geborene und lange Zeit in Argentinien lebende Ricardo Jaimes Freyre (1868–1933) seine von Mythen beeinflussten und in Traumwelten angesiedelten Poeme in freien Versen. In Kooperation mit Darío gab er die einflussreiche aber kurzlebige Revista de América heraus. Seine Erzählung Faustrecht gehört zu den Meisterwerken lateinamerikanischer Erzählkunst.

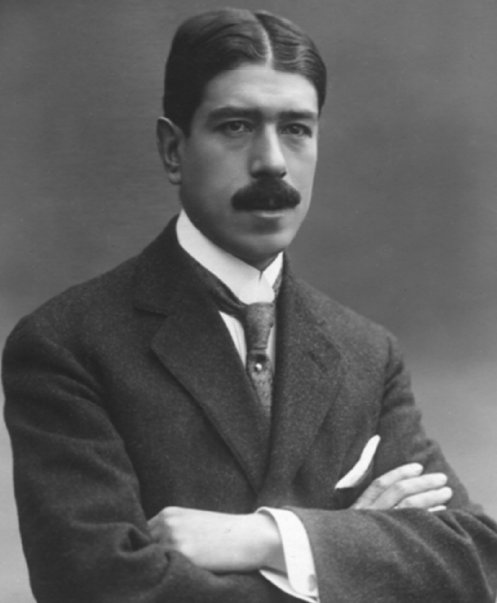
Alcides Arguedas (1919)

Alcides Arguedas (1879–1946), Historiker, Soziologe, Romanautor, Essayist und Diplomat beim Völkerbund, in Paris und in Kolumbien, erkundete einfühlsam und zugleich präzise das Leben der indigenen Bevölkerung, der „Bronzerasse“. Er kann als Begründer des modernen Indigenismus gelten, einer Strömung, die sich mit anthropologischem Interesse den Völkern an der Peripherie und den Opfern der Kolonisation zuwendet. Sein Roman Raza de Bronze (1919) behandelt mit dem blutigen Konflikt zwischen einer Indiogemeinde und einem brutalen weißen Großgrundbesitzer ein immer wiederkehrendes Grundmotiv der indigenistischen Literatur. Aruguedas wandte sich gegen eine kulturelle Vermischung und zog – beeinflusst von der Diskussion, die er während seines Studiums in Europa rezipierte – pessimistische, teils rassistische Konsequenzen aus der tiefen kulturellen und sozialen Spaltung der postkolonialen Gesellschaft (La Plebe en Acción, 1924; La Dictadura y la Anarquía, 1926; Pueblo enfermo, 2009). In seiner Tradition sah sich der Historiker Porfirio Díaz Machicao (1909–1981).
Auch der Essayist, Pädagoge und Politiker Franz Tamayo Solares (1878–1956), ein Mestize mit spanischen und Aymara-Wurzeln, beschwor die unterschiedlichen physischen und psychischen Fähigkeiten der beiden Rassen. Die Mestizen – so seine These, die in der späteren bolivianischen Politik eine problematische Rolle spielte – würden die Fähigkeiten beider Rassen vereinbaren und seien daher für Führungsaufgaben geschaffen; die Indios seien nur für die Landwirtschaft und den Militärdienst tauglich. Mit dieser rassistischen Ideologie prägte er die Revolution von 1952 mit; nach ihm wurde eine Provinz des Landes benannt.

## Sozialer Realismus, Naturalismus, Indianismus
Um 1925/30 endete die romantisch-„kreolistische“ Phase der bolivianischen Literatur. Die Autoren hoben nun den Eigenwert der Indiokultur hervor und stellten die zivilisatorischen „Erfolge“ des Kolonialismus in Frage. Der Costumbrist Jesús Lara (1898–1980), der wohl am häufigsten übersetzte bolivianische Autor aus dem Volk der Quechua, schilderte in seinen Werken, die er teils in dieser Sprache verfasste, die uralten Traditionen der Hirten. 1956 trat der mehrfach politisch Verfolgte als Kandidat der Kommunistischen Partei für das Amt des Vizepräsidenten an. Auch das Werk des Erzählers und Dramatikers Antonio Díaz Villamil (1897–1948) lässt sich der costumbristischen Tradition zuordnen. Sein Roman La voz de la quena inspirierte José María Velasco Maidana zu seinem Film Wara Wara (1930), dem bekanntesten bolivianische Stummfilm über ein Inka-Prinzessin. Das Leben eines Jugendlichen im Departamento Santa Cruz der 1920er Jahre behandelt der 1946 zuerst in Argentinien erschienene und 1997 verfilmte Roman Tierra adentro des Historikers und Politikers Enrique Finot (1891–1952).

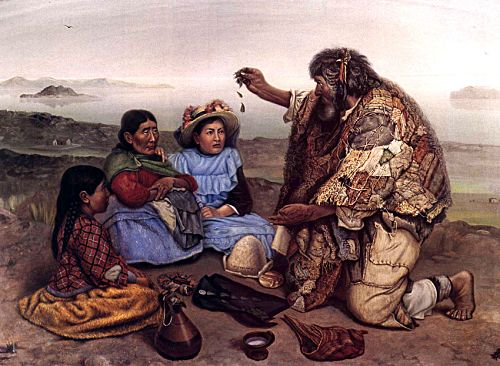
El Yatiri. Gemälde von Arturo Borda (1918)

Mit dem von internationalen Ölfirmen angezettelten Chacokrieg, der zugunsten Paraguays ausging und mit großen Landverlusten für Bolivien endete, verbreitete sich ein realistischer und naturalistischer Stil, der mit einer Hinwendung zu den sozialen Realitäten, zu den Problemen der Arbeiter und Indios, aber auch zum „literarischen Nationalismus“ wie bei Raúl Botelho Gosálvez (1917–2004) einherging. Zu den wichtigsten Werken über den Krieg gehört der Roman Aluvión de Fuego des in allen literarischen Gattungen aktiven marxistischen Dichters, Journalisten und Diplomaten Óscar Cerruto (1912–1981). Augusto Guzmán (1903–1994) schrieb zahlreiche Romane, darunter aus eigenem Erleben als Kriegsteilnehmer Prisionero de guerra (1937). Seine Gedichte wurden auch ins Englische übersetzt (La noche, 1984, engl. The Night, 2007). Raúl Leyton Zamora (1904–2001), der als Militärkaplan im Krieg tätig war, beschrieb viele Jahre später in Indio „bruto“ die Auswirkungen des Krieges auf die Indios. Im Werk des auch in französischer Sprache schreibenden Erzählers, Dramatikers, Geschäftsmanns und Diplomaten Adolfo Costa du Rels (1891–1980), eines Trägers der Ordens der Ehrenlegion, fanden der Chacokrieg und die grausamen sozialen Realitäten auf dem Lande Ausdruck in mythisch überhöhter Form (La laguna H. 3). Auch Roberto Leitón Medina (1903–1999) schrieb ein Werk über den Chacokrieg (La punta de los cuatro degollados, 1039). Er stellte in seinen Romanen als erste bolivianischer Autor die zentrale Rolle des Erzählers in Frage und fragmentierte den Erzählfluss. Vor allem bemühte er sich um den Aufbau von Dorfschulen mit dem Ziel einer praxisnahen landwirtschaftlichen Ausbildung für die Landbevölkerung, die zuvor weitgehend auf die religiöse Unterweisung beschränkt war.

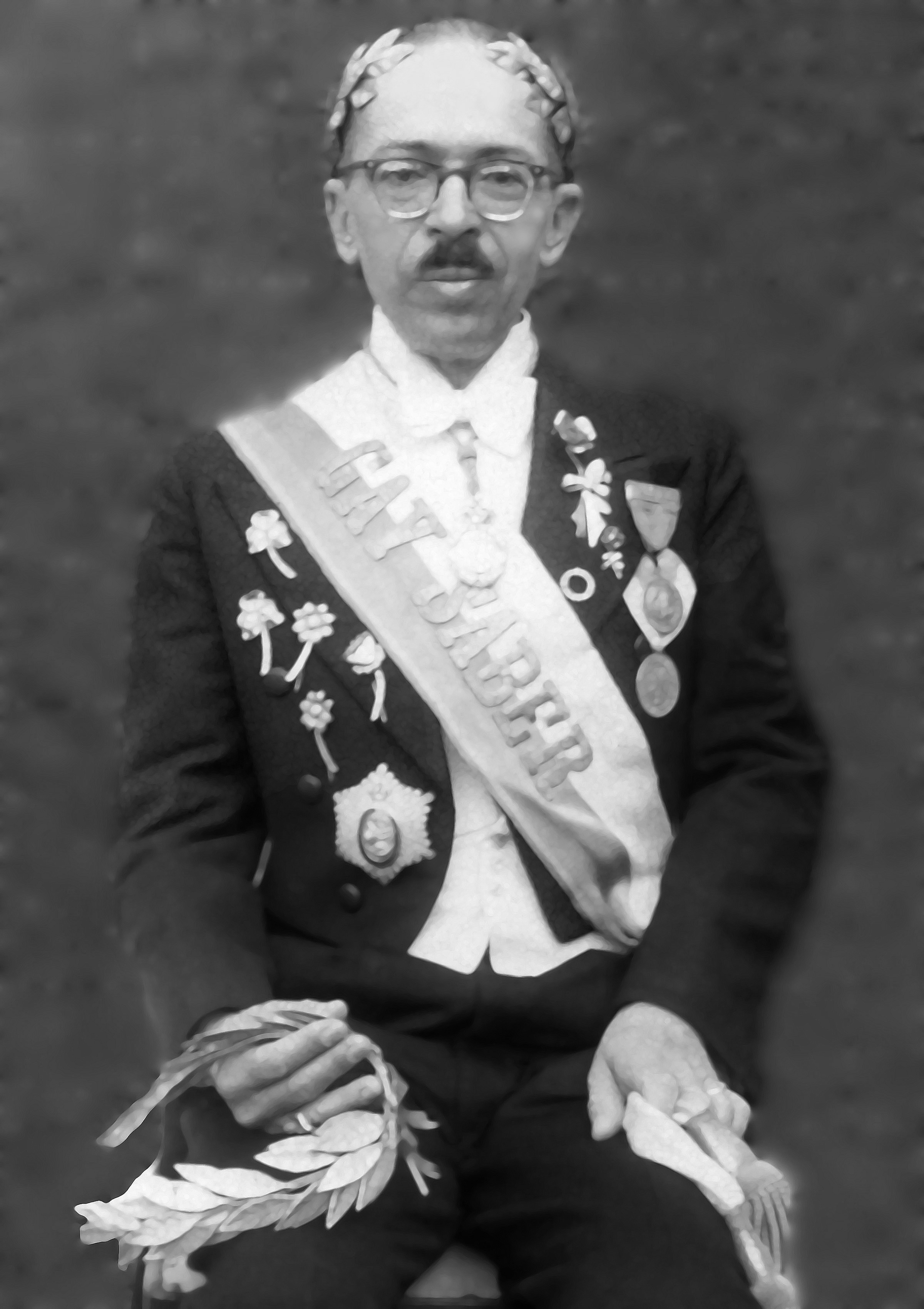
Don Javier del Granado y Granado

Während viele Autoren der 1930er und 1940er Jahren wie Costa du Rels in öffentlichen Ämtern tätig waren, mussten andere emigrieren. Augusto Céspedes (1904–1997), ein Mitbegründer des linksorientierten Movimiento Nacional Revolucionario (MNR), der bis 1952 im argentinischen Exil lebte, schrieb über den kometenhaften Aufstieg und den Reichtum der Zinnbarone. Seine Bücher über die Ausbeutung in den Bergwerken („Teufelsmetall“) und die mehr als 80.000 bolivianischen Opfer des Chacokrieges (Sangre des Mestizos) wurden u. a. ins Deutsche übersetzt. Auch Ramírez Velarde (1913–1948) schrieb über das harte und kurze Leben der indianischen Bergleute. Der Anarchist, Arbeiterführer und Maler Arturo Borda (1883–1953) sammelte 50 Jahre lang Aufzeichnungen, Beobachtungen, Dialoge und Gedichte, die 1966 postum veröffentlicht wurden.
Fernando Diez de Medina (1908–1980), zeitweise Erziehungsminister, befasste sich zeit seines Lebens mit den Traditionen und Werten der Aymara und schrieb über 80 Bücher. Der indigene Autor Fausto Reinaga (1906–1994), Nachkomme des 1781 ermordeten Indianerführers Tomás Katari, wurde zum Begründer des Indianismus in Bolivien. Ein Einschnitt bildete die Revolution von 1952 mit dem Sieg des MNR, die die Quasi-Leibeigenschaft der Indios auf den Haziendas beendete. Die Bewegungen der Indigenen (vor allem der Bergarbeiter) wurde von Latifundistas und Militärs bekämpft, von den linken Regierungen 1952–1956 und seit 2005 aber gefördert.
Eine dreitägige Staatstrauer wurde beim Tod von Javier del Granado (1913–1996) ausgerufen, eines Aristokraten und Politikers aus der Provinz Cochabamba, der in traditionell geformten, von indigenen Traditionen und Themen beeinflussten bukolischen Gedichten und Balladen alle poetischen Register zog und zum Volksliebling wurde.

## Moderne, magischer Realismus und Neorealismus
Die moderne Literaturkritik in Bolivien beginnt mit der Gründung der Autorengruppe um die Zeitung Gesta Bárbara 1918, die 1948 für kurze Zeit wieder begründet wurde. Die Moderne hielt in Bolivien Einzug mit dem Werk des surrealistischen oder besser magisch-realistischen Romanciers, Dichters und Dramatikers Jaime Sáenz (1921–1986), dessen Romane von skurrilen Typen, Toten und Geistern bevölkert werden. Sie spiegeln das Leben und den Aberglauben der kleinen Leute in der Hauptstadt. Saénz’ wichtigster Roman, Felipe Delgado (1979), ist im La Paz der 1930er Jahre angesiedelt. Der kommunistische Lyriker und Journalist Oscar Alfaro (1921–1963) verfasste Jugendbücher und Lieder, die vielfach vertont wurden; einige seiner Werke wurden teils posthum in mehrere Sprachen übersetzt.
Als Lyriker sind Armando Soriano Badani (* 1923), der später auch als Erzähler und Romanautor in Erscheinung trat, und Yolanda Bedregal (1916–1999) zu erwähnen. Bedregal gründete die Bolivianische Dichtervereinigung und lehrte Ästhetik; nach ihr wurde ein seit dem Jahr 2000 von der bolivianischen Regierung verliehener Preis für Dichtung benannt. Gastón Suárez (1929–1984), Dramatiker und Erzähler, griff Motive aus den Märchen der Aymara auf; sein Werk Maliko (1974) steht für einen philosophisch reflektierten magischen Realismus. Adolfo Cáceres Romero (* 1937) ist ein Vertreter der fantastischen Literatur.
Seit den 1960er Jahren fanden Landbevölkerung und Minenarbeiter ein Sprachrohr in einer neorealistischen Literatur; ein wichtiges Thema wurde die Guerillabewegung von 1966 bis 1973, der sich viele Campesinos anschlossen. Auch das Massaker an den Minenarbeitern von Catavi 1967 wurde zum literarischen Thema, so durch Oscar Soria Gamarra (1917–1988), der auch als Drehbuchautor für Jorge Sanjinés, als Regisseur und Dokumentarfilmer tätig war.

## Verfolgung und Emigration
Bolivien erlebte zahlreiche Phasen der Militärherrschaft, so 1951, 1964–1969 und 1971–1982. Insbesondere in der Phase der Diktatur unter Oberst Hugo Banzer (1971–1978) und während das Kampfes der Regierung gegen die Guerillas wichen mehrere Autoren ins Ausland aus. Der Schriftsteller und Semiotiker Renato Prada Oropeza (1937–2011) emigrierte 1976 nach Mexiko. Sein Roman Los fundadores del alba zählt zu den wichtigen Werken über die Guerilla; er erhielt dafür den Literaturpreis der Casa de las Américas. Néstor Taboada Terán (1929–2015), ein Mitbegründer der Kommunistischen Partei Boliviens, der zahlreiche politische und historische Romane und Essays publizierte, musste nach seiner Inhaftierung nach Argentinien gehen. Später wurde er Vizeminister für Kultur. Er befasste sich in Romanen und Essays mit der Lage der Mestizen, den Aufständen der Andenvölker gegen die Konquistadoren und der Rebellion der Kreolen gegen die Kolonialherren. Zu den als Studentenführer Verfolgten gehörte Víctor Montoya (* 1958), der – selbst in den Bergarbeitersiedlungen bei Potosí aufgewachsen – Erzählungen über die alltägliche Unterdrückung und die Streiks der Bergarbeiter in den Zinnminen verfasste (Cuentos violentos, 1991) und nach Schweden emigrierte. Im Roman Khanaru: hacia la luz (1977) trugen Waldo Cerruto Calderón de la Barca (1925–2006) und Oscar Vargas del Carpio (* 1926) ihre Kritik an der gesellschaftlichen Entwicklung Boliviens in sorgfältig verschlüsselter Form vor.
Der deutsche Jude Werner Guttentag (1920–2008) wurde in Breslau geboren und floh 1939 vor den Nazis nach Bolivien. Dort hat er über Jahrzehnte hinweg als Buchhändler und erster bolivianischer Verleger das intellektuelle Leben des Landes maßgeblich mitgestaltet. 1950 brachte er in Cochabamba auf Bitten von Jesús Lara dessen Roman Surimi und in der Folge weitere 1200 Titel heraus, u. a. auch die 80-bändige Enciclopedia Boliviana. Unter den Militärdiktaturen gab er im Untergrund produzierte Bücher heraus. Er verstand sich als Sozialist, war mit Mario Vargas Llosa befreundet und erhielt 1987 den höchsten Orden des Landes, den „Condor de los Andes“.

## Die Rückkehr zur Demokratie seit 1982

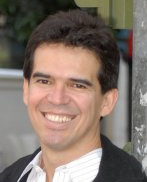
Edmundo Paz Soldán

Seit den 1980er Jahren entwickelte sich ein Pluralismus von Erzählformen und -themen; zugleich wandten sich viele Autoren vom magischen Realismus ab. Für diesen Trend steht beispielhaft der auch im englischen Sprachraum bekannte Erzähler und Politikwissenschaftler Edmundo Paz Soldán (* 1967); er setzt sich sowohl mit den Problemen Heranwachsender (Rio Fugitivo, 1998) – zugleich ein Bildungs-, Kriminal- und politisch-historischer Roman – und mit der technisierten Welt (Sueños digitales, 2000) auseinander. Es folgte u. a. der Science-Fiction-Roman (El delirio de Turing, 2003) sowie Norte (2011). In diesem von schwarzem Humor, aber vor allem von Gewalt- und Sexszenen geprägten Roman behandelt er das Schicksal dreier Menschen diesseits und jenseits der mexikanisch-US-amerikanischen Grenze und knüpft damit thematisch an das traumatisierende Werk 2666 des Chilenen Roberto Bolaño an. Die Akteure erscheinen psychisch gestört und machen keinerlei Entwicklung durch. Der Autor lehrt heute an der Cornell University und gilt als ein Vertreter der lateinamerikanischen McOndo-Literatur (eine Verstümmelungsform von Macondismo und McDonald’s).
Der Kriminalroman American Visa (1994) von Juan de Recacoechea erzielte in Bolivien Rekordauflagen und wurde in mehrere Sprachen übersetzt sowie 2005 verfilmt. Als der „bolivianische Bukowski“ wurde Victor Hugo Viscarra (1958–2006) bezeichnet, der die Traumata der „Unterwelt“ (submondo) der Städte aus der autobiographischen Sicht eines Alkoholkranken analysierte. Als erfolgreichste bolivianische Romanautorin und Verfasserin von Kurzgeschichten kann heute Giovanna Rivero (* 1972) gelten (Las camaleonas 2001; 98 segundos sin sombra 2014). Die lyrik verlor hingegen an Bedeutung. Norah Zapata-Prill (* 1946) lehrt in Cochabamba. Sie erhielt für ihre sprachlich sehr einfachen, von tiefer Naturverbundenheit, Spiritualität und Humanität zeugenden Gedichte u. a. zweimal den wichtigsten Staatspreis, den Gran Premio Nacional Franz Tamayo.

## Gegenwart: Bindung ans Kollektiv versus kosmopolitischer Individualismus
Die jungen bolivianischen Autoren grenzen sich von denen des 20. Jahrhunderts ab. Nach der Abkehr vom Magischen Realismus dominierte eine Zeit lang der intimismo. Die von Sarah Murrenhoff in der Zeit der neuen lateinamerikanischen Literatur gestellte Diagnose: „Mit zunehmend zynischen und nüchternen Tönen steigen sie ein in den globalen Kult des Individualismus. Das Erzählen wird wieder knapper: Es muss nicht der allumfassende Roman sein [...] Viele leben nicht mehr in ihrer Heimat oder schreiben gar auf Englisch“, trifft für die bolivianische Literatur nicht vollständig zu. Noch immer – vor allem nach dem Wahlsieg des indigenen Präsidenten Evo Morales 2006 – spielt das Kollektiv eine große Rolle: Fast 70 Prozent der Bevölkerung sind Indigene. Auch in der Großstadt ist es das Geschehen in der Gasse oder im Viertel oder die Selbstorganisation in indianisch geprägten Gemeinschaften, hinter denen die individuelle Charakterzeichnung zurücktritt. Die Chronik der sozialen und politischen Ereignisse erscheint vordringlicher als die subjektive Reflexion, auch wenn die Militanz sinkt. Gleichzeitig steigen die Spannungen zwischen dem Hochland mit der Hauptstadt La Paz und dem wirtschaftlich inzwischen viel bedeutenderen Santa Cruz de la Sierra, das auf Autonomie drängt, was sich auch in der Literatur niederschlägt. Der in vielen Medien beheimatete Pädagoge und Kinderbuchautor Alfredo Rodríguez Peña (* 1972) aus Santa Cruz veröffentlichte mehrere Anthologien von Cruzeños, also Autoren aus Santa Cruz.

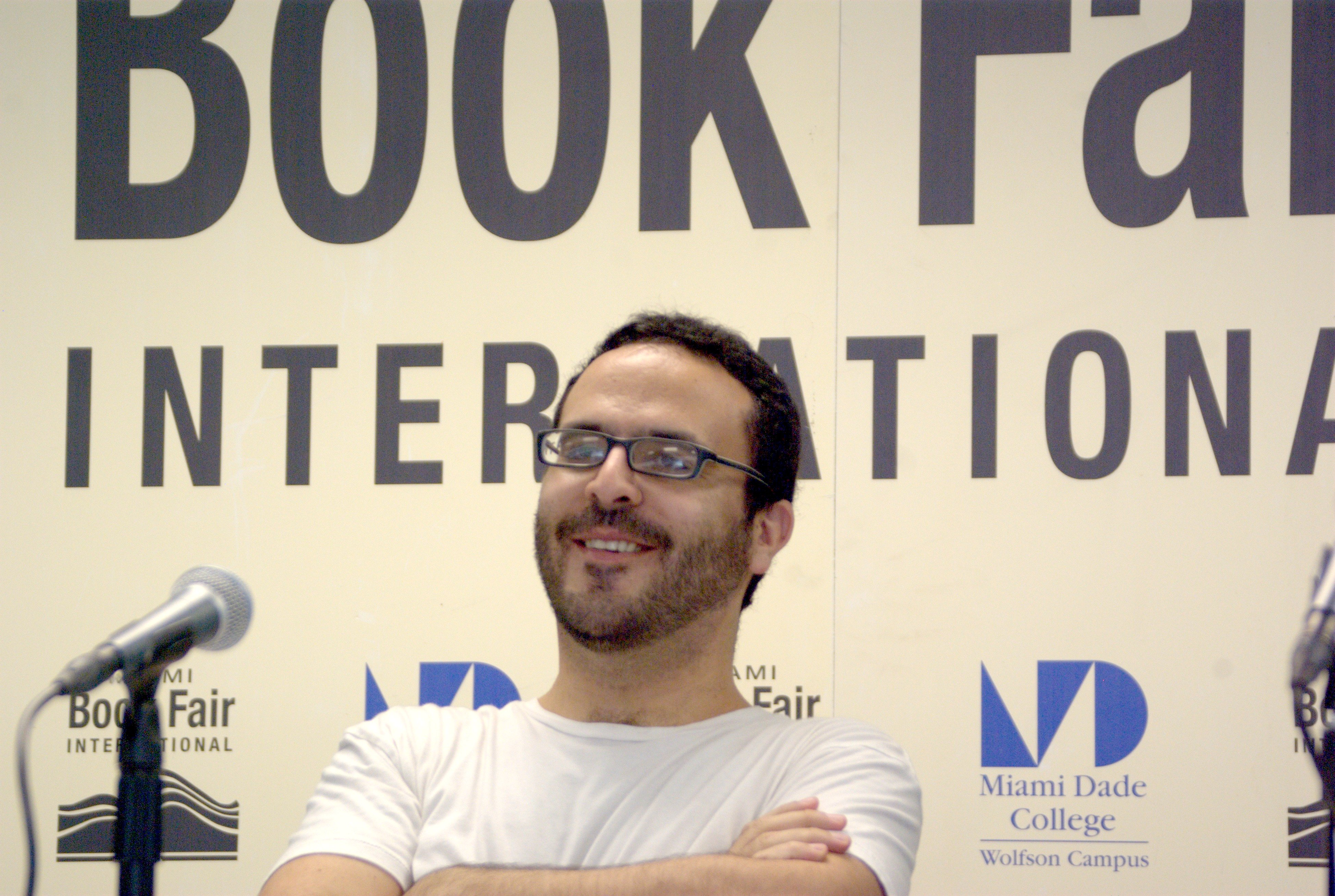
Rodrigo Hasbún (2011)

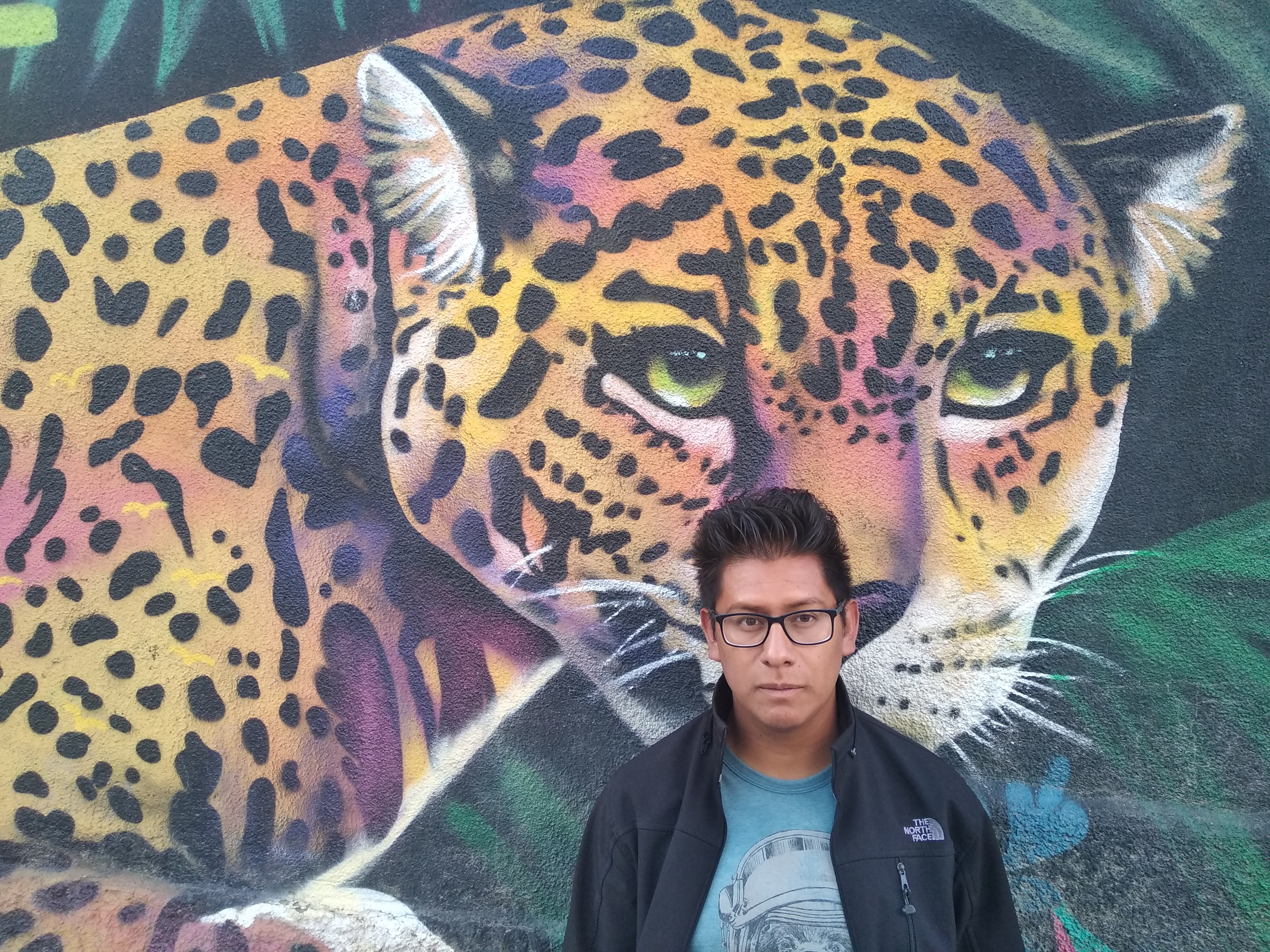
Rodrigo Urquiola Flores

Mit Victor Montoyas Erzählband Cuentos de la mina (2000) entstand im schwedischen Exil eine neue Form der sogenannten literatura minera, die als Literarisierung mündlicher andiner Traditionen zu verstehen ist. Montoya lässt viele Aymara- und Quechua-Wörter in seine Erzählungen einfließen. In Crónica Mineras (2017) schildert er den Kampf der Bergleute gegen Diktatur und Oligarchie und die endlose Folge der Massaker an Minenarbeitern von 1923, 1942, 1947, 1949, 1960, 1965, 1967 bis 1980. Unter den Theatergruppen des Landes gibt es mehrere Aymara-Gruppen, die auch Stücke zu Themen wie der Dekolonisierung Boliviens und der Despatriarcalización („Entpatriarchalisierung“) der Kultur aufführen. Gedichte auf Aymara schreibt Clemente Mamani Laruta (* 1960).
Rodrigo Hasbún (* 1981), der in Palästina geboren wurde und heute in Texas wohnt, wurde durch seine Erzählungen im gesamten spanischsprachigen Raum bekannt. Sein semifiktionaler, in fragmentiertem Stil verfasster Roman Los afectos (dt. „Die Affekte“, 2017) über Leni Riefenstahls ersten Kameramann, den Bergsteiger Hans Ertl, der nach dem Krieg nach Bolivien auswanderte, und dessen Tochter Monika Ertl, die sich zur Revolutionärin entwickelte, wurde in zehn Sprachen übersetzt. Als erfolgreich Erzählerin trat in den 2010er Jahren Liliana Colanzi (* 1981) hervor, die auch als Journalistin und Verlegerin tätig ist und heute Literaturwissenschaften in den USA lehrt (Hrsg.: Horror and the Supernatural in Latin America, 2022). Zu den Autoren, deren Werke ins Deutsche übersetzt wurden, gehört Rodrigo Urquiola Flores (* 1986), der Romane (Lluvia de Piedra, dt. „Steinregen“, 2011), Kurzgeschichten und Theaterstücke verfasst. Als einer der wenigen bolivianischen Autoren konnte er schon als junger Mann von seinen Einkünften als Schriftsteller leben. Auch machte sich eine zunehmende Opposition gegen das Morales-Regime unter Kulturschaffenden bemerkbar, die teils mit Auswanderung reagieren. So veröffentlichte der Hochschuldozent Juan Claudio Lechín (* 1956), ein vielseitiger Erzähler, Roman-, Theater- und Drehbuchautor, im Jahr 2011 den Essayband Las máscaras del fascismo, in dem er Evo Morales in die Tradition des europäischen Faschismus stellte. Zu den Nachwuchsautoren, die urbanes Elend, Generationenkonflikte oder Folgen der Migration beschreiben, zählen der vielfach ausgezeichnete Gabriel Mamami Magne (* 1987), der zeitweise in Rio de Janeiro lebte, und Alexis Argüello (* 1986). Mamamis Roman Seúl, São Paulo (2023) handelt vom Leben bolivianischer Migranten in Brasilien, der sogenannten Bolibrasucos, die oft Portuñol sprechen. Anders als frühere Autoren, die der Mittelschicht entstammten und über Armut, Minenarbeiter oder indigene Traditionen schrieben, ohne selbst betroffen zu sein, ist der neue intimismo Ausdruck eigener Erlebnisse dieser Generation.
Mit seinen neueren Romanen und Erzählungen (La vía del futuro, 2021) weitet Edmundo Paz Soldán das Themenspektrum und die Schauplätze der bolivianischen Literatur bis hin zur Künstlichen Intelligenz aus.
Literatur auf Aymara
Die erste vollständige Bibelübersetzung ins Aymara – ein gemeinsames Werk katholischer und protestantischer Übersetzer – erschien 1986 in La Paz. Unter den Theatergruppen des Landes gibt es mehrere Aymara-Gruppen, die auch Stücke zu Themen wie der Dekolonisierung Boliviens und der Despatriarcalización („Entpatriarchalisierung“) der Kultur aufführen. Gedichte auf Aymara schreibt Clemente Mamani Laruta (* 1960). Eine größere Rolle spielen Radiosendungen auf Aymara und Internetblogs.

## Buchmarkt und Lesekultur
Der Buchmarkt in Bolivien erlebte eine gemessen am geringen Umfang des Lesepublikums relative Blüte in den 1960er und 1970er Jahren. Aufgrund der Verarmung der traditionellen Mittelschichten in den 1980ern gingen Zahl und Auflagen der Neuerscheinungen stark zurück. Die Bildung einer jungen kosmopolitischen Mittelschicht vollzieht sich in Bolivien nur langsam; die jüngeren Autoren müssen sich daher am internationalen Markt ausrichten. Die Vielzahl der Sprachen, Kulturen und Subkulturen Boliviens erschwert zudem die Entwicklung des Buchmarktes und vor allem die Übersetzungsaktivitäten. Dadurch wird nicht nur die fremdsprachliche Literatur außer der englischsprachigen kaum rezipiert; auch die mündlichen Traditionen der kleineren indigenen Völker drohen verloren zu gehen. Jedoch werden in jüngerer Zeit neben den Traditionen der Quechua- und Aymara-Völker auch die Mythen und Märchen der Guaraní sprechenden Stämme des Chaco wahrgenommen und in spanischer Sprache dokumentiert.
Die Pädagogin Gaby Vallejo Canedo (* 1941) trat als Kinderbuchautorin hervor und setzte sich für die Verbreitung der Lesekultur bei Kindern und Jugendlichen ein. Manuel Vargas (* 1941) gab mehrere Anthologien mit moderner bolivianischer Literatur heraus; eine wurde auch ins Deutsche übersetzt.
In La Paz findet seit 1996 die Feria Internacional del Libro de La Paz statt. Auch in Santa Cruz (seit 1999) und an der Universidad Mayor de San Simón in Cochabamba (seit 2007) finden Buchmessen statt. Insgesamt gibt es in Bolivien mittlerweile etwa 15 Buchmessen, auch werden die ersten E-Books publiziert. Im Jahr 2012 war das Land erstmals mit einem eigenen Stand auf der Frankfurter Buchmesse vertreten. Schon zuvor war es bereits im Rahmen von Kollektivausstellungen beteiligt, die vom Auswärtigen Amt gefördert wurden. Ein wichtiger Romanpreis des Landes war der Premio Erich Guttentag. der von 1969 bis 1997 an jeweils ein bis zwei Preisträger verliehen und 1998 durch den Premio Nacional de Novela abgelöst wurde. Der Premio de Cuento Franz Tamayo für Kurzgeschichten wird seit den 1970er Jahren auf einem Literaturwettbewerb verliehen. Nach Franz Tamayo wurde auch ein Lyrikpreis benannt.